# Joe Burke (componist)
Joseph A. (Joe) Burke (Philadelphia, 18 maart 1884 – Upper Darby (Pennsylvania), 9 juni 1950) was een Amerikaanse acteur, pianist en songwriter, die de muziek schreef voor een aantal populaire liedjes uit de jaren 1920 en 30.
Tijdens zijn studies aan de Philadelphia Catholic High School en de Universiteit van Pennsylvania speelde hij piano in studentenorkesten. Na zijn studies ging hij acteren in films, het laatst in The Show of Shows uit 1929. Ondertussen was hij al begonnen met componeren, en van dan af zou hij zich daarop toeleggen. In 1916 schreef hij zijn eerste bekende song, Down Honolulu Way, met Earl Burnett. Zijn grote doorbraak kwam er pas in 1924, op zijn veertigste, toen hij met Benny Davis de song Oh How I Miss You Tonight schreef. Dit nummer werd later onder andere een hit voor het duo Jim Reeves en Deborah Allen in 1979. Benny Neyman en Toni Willé hadden er in 1999 een hit mee in de Mega Top 100. Samen met Davis schreef Burke nog de ballads Yearning Just For You, Who Whouldn't Love You? en Carolina Moon.
1929, het jaar van de beurskrach, was Joe Burke's meest succesvolle periode. Carolina Moon was 19 weken lang het nummer 1 op de Hit Parade. Tip-Toe Thru the Tulips, geschreven voor de film Gold Diggers of Broadway, met Al Dubin als tekstschrijver stond 11 weken lang op de eerste plaats. Dit nummer was in 1968 nog een hit voor de ukulelespelende zanger Tiny Tim. 
Tot 1932 werkte Burke in Hollywood voor onder andere de films Hearts in Exile, She Couldn’t Say No, Top Speed, Sweethearts on Parade, Sally en Dancing Sweeties. Het nummer Dancing With Tears In My Eyes, geschreven voor deze laatste film werd uiteindelijk niet gebruikt in de film, maar het werd toch een hit in 1930.
Daarna keerde Burke terug naar Broadway. Tussen 1935 en 1937 schreef hij samen met tekstschrijver Edgar Leslie een reeks populaire songs, waaronder Moon Over Miami, On Treasure Island, A Little bit Independent (But Easy on the Eyes), In A Little Gypsy Tea Room, Robins and Roses en It Looks Like Rain in Cherry Blossom Lane. Getting Some Fun Out Of Life, in 1937 opgenomen door Billie Holiday, is ook gebruikt voor de soundtrack van de film Autumn in New York (2000), in een versie van Madeleine Peyroux.
Zijn laatste hit was Rambling Rose, geschreven in 1947 samen met Joseph McCarthy Jr. en opgenomen door onder andere Perry Como.
In 1970 werd Joe Burke opgenomen in de Songwriters Hall of Fame.